# Habitatge a la cantonada de Bisbe Lorenzana amb Fontanella (Olot)
L'habitatge a la cantonada de Bisbe Lorenzana amb Fontanella és una casa de planta rectangular amb teulat a quatre aigües prop del centre de la ciutat d'Olot. Disposa de baixos amb porxo, seguint la tipologia de les cases veïnes, ocupat per locals comercials; primer pis, amb un boínder al mig de la balconada, amb vidres de colors, i dues portes d'accés (del pis a fora) a dit balcó. El tercer pis té tres finestres balconades. La simetria regeix l'ordenació d'aquesta casa. La cornisa del teulat va ser decorada amb motllures.
A mitjans de la segona meitat del segle xviii començà un vigorós redreçament demogràfic i econòmic a tot Catalunya. Aquesta prosperitat, que convertí Olot en la vila més poblada de la nostra comarca, inclosa Girona, es manifestà amb un creixement urbanístic molt significatiu. Es bastiren tres edificis importants a la capital de la Garrotxa de gran incidència a la vila: l'Església parroquial de Sant Esteve, l'església del Tura i l'Hospici. Tots tres donaren una imatge diferent a la ciutat a partir del nou equilibri creat entre el teixit urbà i les emergències.